# 1253 Frisia
1253 Frisia este un asteroid din centura principală, descoperit pe 9 octombrie 1931 de Karl Reinmuth.